# Семенюк Святослав Михайлович
Святослав Михайлович Семенюк (нар. 7 серпня 1948 у Приморському краї) — український історик. Директор Інституту українських історико-етнічних земель при Благодійному фонді «Україна-Русь».

## Життєпис
Народився в родині репресованих. Має технічну і гуманітарну освіту. В 1973 році закінчив історичний факультет Львівського державного університету імені Івана Франка.
Працював учителем історії в школах міста Львова, в Соціологічній лабораторії Львівського університету, також в НТУ імені Шевченка. Зараз — директор Інституту українських історико-етнічних земель при Благодійному фонді «Україна-Русь».

### Наукова праця
Досліджує історію втрачених українських земель за західним кордоном. Автор книг:
- «Український путівник по Польщі: історико-краєзнавчі нариси»[1]
- «Український путівник по Словаччині: історико-краєзнавчі нариси»[2]
- «Історія українського народу» (2010);[3]
- «Українські історико-етнічні землі (Польща, Угорщина, Румунія, Словаччина, Чехія, Австрія, Саксонія)» (2011).[4]
- «Феномен українства».[5]

Викладав спецкурс «Українські історико-етнічні землі на Заході» на історичному факультеті Львівського національного університету імені Івана Франка.

## Джерело
- Таємна історія українців. Історична концепція Святослава Семенюка // «Експрес». — Львів. — № 67 (5246) (24 чер. — 1 лип. 2010). — С.